# Tirepied
Tirepied foi uma comuna francesa na região administrativa da Normandia, no departamento da Mancha. Estendia-se por uma área de 18,77 km². Em 2010 a comuna tinha 975 habitantes (densidade: 51,9 hab./km²).
Em 1 de janeiro de 2019, passou a formar parte da nova comuna de Tirepied-sur-Sée.

## Demografia
| 1962 | 1968 | 1975 | 1982 | 1990 | 1999 | - | - | - |
| --- | ---- | ---- | ---- | ---- | ---- | - | - | - |
| 774 | 730  | 626  | 643  | 638  | 693  | - | - | - |
| Para os censos de 1962 a 2006 a população legal corresponde à popolução sem duplicidades, segundo define o INSEE. |      |      |      |      |      |   |   |   |